# Tomasz Kin
Tomasz Kin (ur. 16 października 1979 w Tarnobrzegu) – polski dziennikarz radiowy i telewizyjny.

## Życiorys
Ma wykształcenie średnie. Karierę w mediach zaczął w 1997 od prowadzenia audycji w tarnobrzeskiej rozgłośni radiowej Radio Leliwa. Następnie pracował w Radiu Eska, Radiu Kolor i RMF FM, gdzie był jednym z DJ-ów. Następnie związał się Radiostacją, gdzie przez dwa lata prowadził program Konfrontacja – wywiady z celebrytami, podczas których pytania mogli zadawać też słuchacze. Z Radiostacji przeniósł się do Antyradia, gdzie był gospodarzem audycji Konfrontacja, W obowiązkowym KINie, W Kinie Antyradia czy 7 grzechów głównych. W 2007 rozstał się z Antyradiem. Następnie w Roxy FM prowadził muzyczny talk-show Przesłuchanie i poranny pogram Teleranek. W latach 2013–2014 pracował w Radiem PiN, był tam gospodarzem programów Tomasz Kin Exclusive i Rezerwat. Pełnił też funkcję dyrektora kreatywnego Radia PiN. Od września 2015 do lutego 2016 prowadził w Radiowej Jedynce program W nocnym Kinie.
W latach 2004–2006 pracował w TVP2 jako współprowadzący poranny program Pytanie na śniadanie i magazyn Nakręcona noc. W latach 2006–2014 razem z Karoliną Korwin Piotrowską prowadził program Magiel towarzyski w TVN Style, a w TVN Warszawa był gospodarzem talk-show Kinetyka. W latach 2012–2013 był redaktorem naczelnym magazynu „Exklusiv”. W marcu 2015 został dyrektorem artystycznym Polsat News. Jest producentem programu Love Island. Wyspa miłości na Polsacie.
Wraz z Hanną Samson napisał książkę pt. „7 grzechów przeciwko miłości”.